# Estadi (geometria)

Aspecte d'un estadi

Un estadi, discorectangle, o obround, és una figura geomètrica bidimensional composta per un rectangle amb un parell de semicercles en dos costats oposats. La seva versió tridimensional, la càpsula, es crea fent girar un estadi al voltant de la línia de simetria que bisecta el semicercle.
La forma de la figura està basada en la construcció homònima, usada per a les pistes atlètiques i les de curses de cavalls.

## Fórmules
El perímetre d'un estadi es calcula amb la fórmula {\displaystyle P=2(\pi r+a)}, i l'àrea, amb la fórmula {\displaystyle A=\pi r^{2}+2ra=r(\pi r+2a)}, on a és la longitud dels costats rectes, i r és el radi dels semicercles.